# Liste der Monuments historiques in Le Mont-Saint-Adrien
Die Liste der Monuments historiques in Le Mont-Saint-Adrien führt die Monuments historiques in der französischen Gemeinde Le Mont-Saint-Adrien auf.

## Liste der Bauwerke
| Bezeichnung | Beschreibung    | Standort | Kennzeichnung | Schutzstatus | Datum | Bild |
| ----------- | --------------- | -------- | ------------- | ------------ | ----- | ---- |
| Gutshof     | Mittelalter     |          | PA60000097    | Inscrit      | 2015  |      |
| Gutshof     | 17. Jahrhundert |          | PA60000093    | Inscrit      | 2015  |      |

## Liste der Objekte
| Bezeichnung                                | Beschreibung            | Standort                | Kennzeichnung | Schutzstatus | Datum | Bild |
| ------------------------------------------ | ----------------------- | ----------------------- | ------------- | ------------ | ----- | ---- |
| Kerzenständer auf dem Altar (verschwunden) | Kupfer, 14. Jahrhundert | in der Kirche St-Adrien | PM60000326    | Classé       | 1912  |      |